# 東川崎町
東川崎町（ひがしかわさきちょう）は兵庫県神戸市中央区の町名の一つ。元々は兵庫津の一部で、江戸時代、旧湊川 - 宇治川間の川尻に兵庫津北浜の一町として誕生した。明治中期から昭和6年（1931年）まで兵庫東川崎町と呼ばれた。現行行政地名は東川崎町一丁目から東川崎町七丁目。郵便番号は〒650-0044。
客貨分離以前の神戸駅および湊川駅 (国鉄)の所在地で、駅廃止後の跡地は再開発されて神戸ハーバーランドとなっている。
町内に川崎重工業の神戸本社や神戸工場が立地するため、同社の岐阜工場・明石工場・坂出工場がそれぞれ立地する岐阜県各務原市・兵庫県明石市・香川県坂出市の「川崎町」のように同社に由来する町名と思われがちだが、全くの偶然であり、同社とは関係ない。上述の通り、旧湊川の東の川尻（川崎）の意であり、同社の設立以前から存在する町名である。なお、兵庫津の北の入江（佐比ノ入江）付近に位置し、当町よりも先に兵庫津北浜の一町として誕生した川崎町（現在の兵庫区七宮町・兵庫町の各一部）も、もちろん同社とは関係ない。

## 主な施設
- 神戸ハーバーランド
- 神戸クリスタルタワー
  - 厚生労働省兵庫労働局
  - 兵庫県庁神戸ハーバーランド庁舎
  - 川崎重工業神戸本社（登記上の本店）
- ハウジング・デザイン・センター神戸（HDC神戸）
- 神戸駅前JUSTスクエア
  - サンテレビジョン本社・演奏所
  - 神戸ホテルジュラク
- 神戸市立湊小学校
- 神戸市立摩耶兵庫高等学校
- 川崎重工業神戸工場